# Thomas Mathews
Thomas Mathews (1676-1751) fue un oficial británico de la Royal Navy, que alcanzó el rango de Almirante.

## Biografía
Mathews se unió a la Marina Real Inglesa en 1690 y sirvió en un buen número de barcos durante la guerra de los Nueve Años y la Guerra de sucesión española. Compaginó períodos capitaneando barcos con su vida familiar en Llandaff. Se distinguió sirviendo al Vizconde de Torrington en la Batalla de cabo Passaro en 1718, y comandó los escuadrones de la flota del Mediterráneo y el Océano Índico, hasta que se retiró por primera vez del servicio naval. 
Volvería al servicio activo en 1741, tras la entrada de Gran Bretaña en la Guerra de Sucesión Austriaca, donde comandó la flota del Mediterráneo. Las dificultades habituales de las delicadas funciones diplomáticas se vieron empeoradas por el hecho de su falta de coordinación para gestionar la flota con su segundo al mando, Richard Lestock. El momento clave de su carrera naval aconteció en 1744, cuando trató de interceptar una flota Franco-Española en la Batalla de Tolón. La acción se llevó a cabo en circunstancias confusas, con malas comunicaciones y la ruptura de la cadena de mando. A pesar de contar con una fuerza superior, Mathews fue incapaz de asegurar un resultado decisivo para los británicos, y el enemigo fue capaz de huir con la pérdida de un buque mientras Mathews resultó con varios barcos seriamente dañados.
El fracaso a la hora de lograr una victoria indignó a la opinión pública británica. Una serie de consejos de guerra y una investigación pública le llevó a ser destituido junto a varios oficiales. El segundo al mando de Mathews, Lestock, fue procesado pero absuelto, culpando de los nefastos resultados a Mathews; a este se le achacó mala planificación, mal temperamento y ataque imprudente. Mathews fue juzgado y declarado culpable de los cargos, y expulsado de la marina. Volvió a sus propiedades en Llandaff antes de mudarse a Londres donde falleció en 1751.
- Datos: Q278125
- Multimedia: Thomas Mathews (admiral) / Q278125